# Ендометрит
Ендометрит — запалення внутрішньої оболонки матки (ендометрію). Супроводжуючими симптомами можуть бути: підвищена температура, біль у нижній частині живота, маткові кровотечі або виділення. Найчастішою причиною є зараження після пологів. Захворювання належить до спектру запальних захворюваннь органів малого тазу.
Ендометрит буває у гострій та хронічній формі. Гостра форма, як правило, розвивається внаслідок інфекції, яка потрапила через шийку матки після аборту, під час менструації, після пологів або в результаті спринцювання або розміщення внутрішньоматкової спіралі. Фактори ризику розвитку ендометриту після пологів включають також кесарів розтин та передчасний розрив оболонок плоду. Хронічний ендометрит частіше трапляється після менопаузи. Діагноз може бути підтверджений біопсією ендометрію.
Лікування проводиться із застосуванням антибіотиків. Рекомендовано при лікувати ендометрит після пологів кліндаміцином з гентаміцином. Також рекомендується пройти тест на виявлення гонореї та хламідіозу у групи ризику. Хронічне захворювання можна лікувати доксицикліном. Результати лікування зазвичай позитивні.
Частота захворювань на ендометрит становить близько 2 % після вагінальних пологів, 10 % після запланованого кесаревого розтину та 30 % із розривом оболонок перед кесаревим розтином, якщо профілактичні антибіотики не застосовуються. Термін «ендоміометрит» може використовуватися, якщо також запалений міометрій. Захворювання також доволі поширене у інших тварин, наприклад, корів.

## Клінічні прояви
Можлива підвищена температура тіла, біль у нижній частині живота, маткові кровотечі або виділення.

## Види

### Гострий ендометрит
Для гострого ендометриту характерна інфекція. Вважається, що мікроорганізми, які найчастіше виділяють, потрапили під час аборту, занесені медичним обладнанням та забором фрагментів плаценти. На сьогодні недостатньо доказів використання антибіотиків для профілактики ендометриту після ручного видалення плаценти за вагінальних пологах. Гістологічно підтверджено, що при гострому ендометриті присутня нейтрофільна інфільтрація тканини ендометрію. Клінічним проявом є, як правило, підвищена температура та гнійні вагінальні виділення. Менструації після гострого ендометриту надмірні, і в найліпшому разі можуть пройти за 2 тижні із лікуванням антибіотиками — кліндаміцином та гентаміцином IV.
У деяких випадках хвороба була спричинена Mycoplasma genitalium та запальними захворюваннями органів малого тазу.

### Хронічний ендометрит
Хронічний ендометрит характеризується наявністю плазматичних клітин у стромі. Може бути видно лімфоцити, еозинофіли і навіть лімфоїдні фолікули, але за відсутності саме плазматичних клітин цього недостатньо для підтвердження гістологічного діагнозу. Оскільки схожа картина може бути виявлена у приблизно 10 % усіх біопсій ендометрію, проведених через нерегулярні кровотечі. Найпоширенішими організмами є Chlamydia trachomatis (хламідіоз), Neisseria gonorrhoeae (гонорея), Streptococcus agalactiae (група B Streptococcus), Mycoplasma hominis, туберкульоз та різні віруси. Більшість з них здатні викликати хронічні запальні захворювання органів малого тазу. Пацієнтки, які страждають на хронічний ендометрит, також можуть мати рак шийки матки або рак ендометрію (хоча інфекційні фактори є більш поширеною причиною). Терапія антибіотиками в більшості випадків є лікувальною (залежить від причини виникнення), з досить швидким купіруванням симптомів за 2–3 дні. Жінки з хронічним ендометритом також мають високий ризик втрати вагітності, проте лікування поліпшує ситуацію.

## Піометра (гнійний ендометрит)
Піометра означає наявний гній у порожнині матки. Для розвитку піометри повинна бути як інфекція, так і блокування шийки матки. Ознаки та симптоми: біль у нижній частині живота (надлобковий), заціпеніння, гарячка та виділення гною при УЗД матки. Піометра лікується антибіотиками відповідно до виду культури та чутливості організму.